# Поправка Хатчинсона до принципу Гаузе
Поправка Гатчинсона до Принципу Ґаузе. Джордж Гатчинсон (1961) показав, що принцип конкурентного витіснення (Принцип Ґаузе) не діє, коли час помітних сезонних змін середовища менший або дорівнює тому, який потрібний для витіснення одного виду іншим. Отже, чим коротший життєвий цикл особин цього виду, тим менше застосовний до нього принцип Ґаузе.
Георгієвський О. Б. і Попов Є. Б. стверджували, що принцип Ґаузе не є законом і не регулює стовідсотково відносини чисельності між видами, що характеризуються навіть цілковитим збігом кормових еконіш, оскільки винищувальній конкуренції за харчовий чинник протидіє коменсальна розбіжність (КР). У підсумку величезне число видів у природі існує саме за рахунок цієї форми екологічної розбіжності видів. 
Саме коменсальна розбіжність підтримує  вражаюче різноманіття видів у екосистемах.